# Szilveszter Csollány
Szilveszter Csollány, född 13 april 1970 i Sopron, Ungern, död 24 januari 2022 i Budapest, var en ungersk gymnast.
Han tog OS-guld i ringar i samband med de olympiska gymnastiktävlingarna 2000 i Sydney. Han tog även OS-silver i samma gren i samband med de olympiska gymnastiktävlingarna 1996 i Atlanta.